# Church's Texas Chicken
A Church's Texas Chicken é uma cadeia americana de restaurantes de fast food especializada em frango frito, com sede em Atlanta, Geórgia. A cadeia foi fundada como Church's Fried Chicken To-Go por George W. Church Sr. em abril de 1952, em San Antonio, Texas, do outro lado da rua do Alamo. A Church's Texas Chicken é comercializada como Texas Chicken ou Church's Chicken em muitos países. A cadeia é de propriedade da empresa americana de capital privado High Bluff Capital Partners. Em 2017, a Church's Texas Chicken tinha mais de 1.700 locais franqueados e de propriedade da empresa em 26 países.

## História
A primeira filial foi aberta em San Antonio em 1952. No entanto, ela vendia apenas produtos com partes de frango. Em 1955, a linha foi ampliada para incluir batatas fritas e jalapeños. Em pouco tempo, mais e mais filiais foram abertas nos Estados Unidos. Em 1979, os restaurantes Church's Chicken foram abertos pela primeira vez no México, Canadá e Indonésia e também já abrir restaurantes em Curaçao, Egito, Guiana, Honduras, Iraque, Jordânia, Cazaquistão, Kuwait, Laos, Geórgia, Rússia, Arábia Saudita, Singapura, São Cristóvão e Névis, Santa Lúcia, Síria, Trinidad e Tobago, Emirados Árabes Unidos, Venezuela e Vietnã. Existem mais de 1.500 filiais em todo o mundo. Na maioria dos países fora dos Estados Unidos, os restaurantes são operados sob o nome Texas Chicken com um logotipo quase idêntico, já que o nome Church tem conotações religiosas e, portanto, poderia causar problemas em alguns países estrangeiros, especialmente não cristãos, enquanto Texas Chicken representa uma imagem americana.